# Bolesław Broda
Bolesław Broda (ur. 5 października 1910 w Babach, zm. 7 marca 2010 w Łodzi) – polski farmaceuta, botanik, zielarz.

## Życiorys
Urodził się 5 października 1910 w Babach  koło Kutna. Jego rodzicami byli Wojciech Broda i Małgorzata z Więtczaków. Miał liczne rodzeństwo, ale wieku dojrzałego dożyły tylko 2 siostry i 3 braci.
Po ukończeniu szkoły podstawowej rozpoczął naukę  w Gimnazjum Akademickim w Toruniu. W roku 1930 wstąpił na Wydział Farmaceutyczny Uniwersytetu Warszawskiego. W 1934 roku uzyskał tytuł magistra farmacji. Podczas studiów odbył półroczną praktykę w laboratorium analitycznym Zakładów Farmaceutycznych "Motor". Kiedy był na ostatnim roku studiów został powołany na stanowisko młodszego asystenta w Katedrze Farmakognozji i Botaniki Lekarskiej Wydziału Farmaceutycznego Uniwersytetu Warszawskiego, gdzie pracował, z przerwą na służbę wojskową, do roku 1939. W roku 1936 ukończył Szkołę Podchorążych Sanitarnych Rezerwy i otrzymał stopień podporucznika. Praktykę apteczną odbył w aptekach warszawskich oraz dodatkowo pracował jako biochemik w pracowni naukowej Instytutu Badań Lekarskich Lotnictwa w Warszawie (1937–1939). Brał udział w II wojnie światowej jako aptekarz w 18 dywizji. Dostał się do niewoli niemieckiej i w obozie dla jeńców przez przeszło 5 lat zajmował się pracą aptekarską i wykonywał analizy lekarskie dla jeńców. Po wyzwoleniu w roku 1945 pracował w Niemczech jako farmaceuta w obozach dla wysiedleńców. 
Po powrocie do kraju był zatrudniony w aptece w Pabianicach (1946–1947). W roku 1947 uzyskał stopień doktora farmacji i od dnia 1 października tego roku został przyjęty na stanowisko adiunkta do Zakładu Botaniki Farmaceutycznej Uniwersytetu Łódzkiego. Tytuł naukowy docenta został mu przyznany 30 marca 1955. Tytuł i stanowisko profesora nadzwyczajnego i kierownika Katedry Botaniki Farmaceutycznej uzyskał w 1966 r., a tytuł profesora zwyczajnego został mu nadany w dniu 1 lipca 1975 roku. Był prodziekanem, później dziekanem Wydziału Farmaceutycznego Akademii Medycznej w Łodzi (1969–1972). Kierował Zakładem Botaniki i Biologii Instytutu Badań Środowiska i Bioanalizy (1973–1981). Na emeryturę przeszedł w roku 1981, lecz nadal kontynuował pracę naukową.

## Odznaczenia
Odznaczony m.in.: Krzyżem Kawalerskim Orderu Odrodzenia Polski, Medalem Komisji Edukacji Narodowej, medalem „Za Udział w Wojnie Obronnej 1939” i odznakami: Honorową m. Łodzi i Honorową Województwa Łódzkiego. 

## Dorobek naukowy
Opublikował 42 oryginalne prace naukowe, 4 podręczniki, 7 skryptów, 15 prac popularnonaukowych i 5 prac poglądowych. 

### Prace
- Bolesław Broda, Jakub Mowszowicz: Przewodnik do oznaczania roślin leczniczych, trujących i użytkowych. Warszawa: Wydawnictwo Lekarskie PZWL, 2000. Brak numerów stron w książce